# Faculté de formation des maîtres de l'université de Belgrade
La faculté de formation des maîtres de l'université de Belgrade (en serbe cyrillique : Учитељски факултет ; en serbe latin : Učiteljski fakultet) est l'une des 31 facultés de l'université de Belgrade, la capitale de la Serbie. Elle a été fondée en 1972. En 2013, son doyen est le professeur Mile Savić.

## Organisation
La faculté est divisée en 9 départements :
- Département de langue serbe, de littérature serbe et de méthodologie de la langue et de la littérature serbes ;
- Département de mathématiques et d'enseignement des mathématiques ;
- Département de didactique ;
- Département de méthodologie de l'enseignement des sciences et des sciences sociales ;
- Département de pédagogie et de psychologie ;
- Département de philosophie et de sciences sociales ;
- Département de méthodologie des arts ;
- Département de méthodologie de l'éducation physique ;
- Département de roumain (comme langue maternelle) et des langues étrangères.